# Monumento a Leandro N. Alem (Junín)

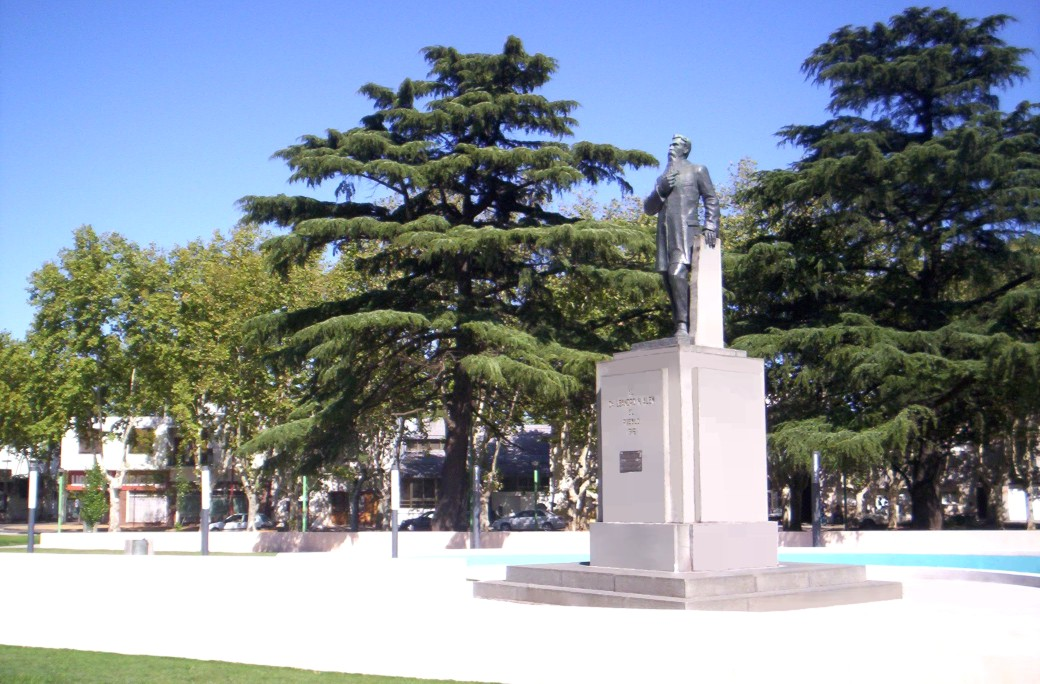
Monumento a Leandro N. Alem en la plaza homónima, en Junín, Argentina.

El monumento a Leandro N. Alem está emplazado en la plaza homónima, en Junín, Argentina, y es uno de los más importantes con que cuenta la ciudad.   Es una escultura realizada en bronce por el artista juninense Ángel María de Rosa, inaugurada en 1918.

## Historia
El domingo 30 de junio de 1912 se colocó la piedra fundamental para erigir el monumento a Leandro N. Alem, fundador de la Unión Cívica Radical. Seis años después, con la presencia del gobernador de la provincia de Buenos Aires, Dr. José Camilo Crotto, el vicegobernador Ing. Luis Monteverde y ante unas 14.000 personas, el sábado 27 de julio de 1918 se inauguró el monumento, obra del escultor juninense Ángel María de Rosa. En aquella oportunidad, el gobernador Crotto manifestó en la parte final de su discurso:

"Ciudadanos, queda inaugurada la estatua de Leandro N. Alem, el patriarca austero del civismo argentino y entregado el símbolo al ciudadano y veneración de los hijos de este pueblo de Junín, modelo de virtudes republicanas."

A fines de 2007 comenzaron las obras de remodelación de la plaza, que sería reinaugurada a principios de 2008. Se construyó una fuente cuyos hilos de agua "abrazan" al monumento a Alem, y también se instaló iluminación especial.

## Características
La escultura fue realizada en Italia por el artista juninense Ángel María de Rosa y estuvo terminada para 1914. Pero debido a la Primera Guerra Mundial no se pudo trasladar a la Argentina hasta que finalizó el conflicto en 1918. Está realizada en bronce mediante la técnica de vaciado en molde perdido. Fue la primera obra en homenaje a Leandro N. Alem que se inauguró en la provincia de Buenos Aires.